# Liste des œuvres de Lili Boulanger

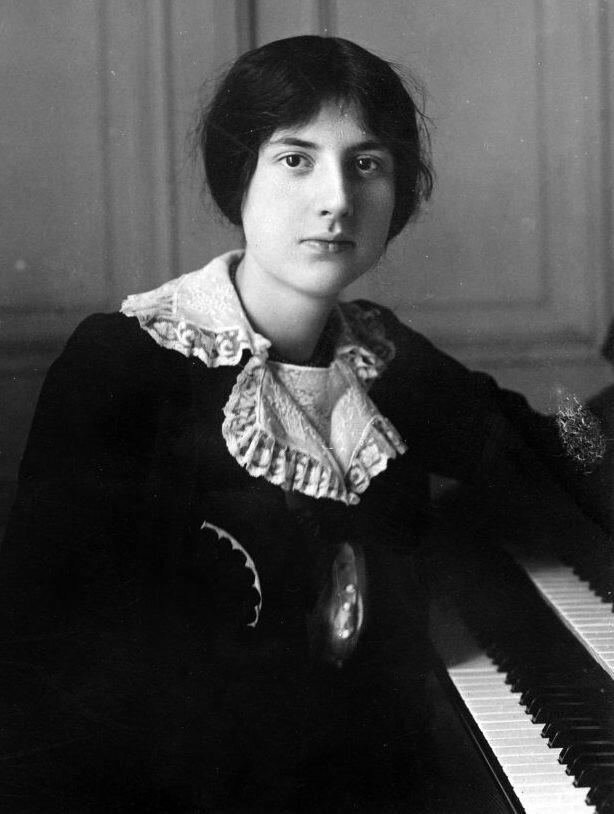
Lili Boulanger photographiée par Henri Manuel (1913).

Cette liste regroupe les œuvres de Lili Boulanger d'après le catalogue établi par la musicologue Alexandra Laederich en 2007 (avec numérotation en « LB », pour « Lili Boulanger »).
Le catalogue, chronologique, comprend quarante-trois œuvres conservées, auxquelles il faut ajouter celles considérées comme perdues et les esquisses.
La date de composition indiquée est celle des manuscrits autographes. Lorsqu'elle est absente, la date de première édition ou de dépôt légal est notée entre crochets.

## Catalogue des œuvres
| no catalogue LB | Titre                             | Date      | Formation                                                                    | Genre                                     | Édition                     | Notes                                                               |
| --------------- | --------------------------------- | --------- | ---------------------------------------------------------------------------- | ----------------------------------------- | --------------------------- | ------------------------------------------------------------------- |
| 1               | Composition sans titre            | 1904      | voix et piano                                                                | mélodie                                   | inédit                      | sur un poème de Claude Couturier ; fragment                         |
| 2               | Morceau pour piano                | 1905      | piano                                                                        | œuvre pour piano                          | inédit                      |                                                                     |
| 3               | Valse en mi majeur                | 1906      | piano                                                                        | œuvre pour piano                          | inédit                      |                                                                     |
| 4               | La Lettre de mort                 | [1906]    | voix et piano                                                                | mélodie                                   | inédit                      | sur des paroles d'Eugène Manuel ; fragment                          |
| 5               | [Pièce]                           | 1910      | violon ou flûte et piano                                                     | musique de chambre                        | Schott                      |                                                                     |
| 6               | Attente                           | 1910      | voix et piano                                                                | mélodie                                   | Ricordi / Schirmer / Durand | sur un poème de Maurice Maeterlinck                                 |
| 7               | Prélude [en si]                   | 1911      | piano                                                                        | œuvre pour piano                          | inédit                      |                                                                     |
| 8               | [Prélude en ré bémol]             | 1911      | piano                                                                        | œuvre pour piano                          | Schott                      |                                                                     |
| 9               | Reflets                           | 1911      | voix et piano ou orchestre                                                   | mélodie                                   | Ricordi / Schirmer / Durand | sur un poème de Maurice Maeterlinck                                 |
| 10              | Maïa                              | 1911      | cantate no 1 pour 3 voix soli (soprano, ténor et basse) et piano             | œuvre dramatique                          |                             | sur un poème de Fernand Beissier                                    |
| 11              | Devoir d'harmonie                 | 1911      |                                                                              | œuvre à caractère scolaire                |                             | « Paul Vidal / examen de juin / harmonie femmes »                   |
| 12              | Sous-bois                         | 1911      | chœur mixte à 4 voix et piano                                                | œuvre chorale                             | Durand                      | sur un poème de Philippe Gille                                      |
| 13              | Frédégonde                        | 1911      | cantate pour 3 voix soli (soprano, ténor et basse) et piano                  | œuvre dramatique                          |                             | sur un poème de Charles Morel                                       |
| 14              | Pièce courte ou Nocturne          | 1911      | violon ou flûte et piano (ou orchestre)                                      | musique de chambre                        | Ricordi / Schirmer          |                                                                     |
| 15              | Renouveau                         | 1911      | chœur à 4 voix mixtes et piano ou orchestre                                  | œuvre chorale                             | Ricordi / Schirmer          | sur un poème d'Armand Silvestre                                     |
| 16              | Soleils de septembre              | 1911-1912 | chœur à 4 voix mixtes et piano                                               | œuvre chorale                             | Durand                      | sur un poème d'Auguste Lacaussade                                   |
| 17              | Les Sirènes                       | 1911      | mezzo-soprano solo, chœur de femmes à 3 voix et piano ou orchestre           | œuvre chorale                             | Ricordi / Schirmer          | sur un poème de Charles Grandmougin ; orchestré en 1911-1912        |
| 18              | Fugue                             | 1912      |                                                                              | œuvre à caractère scolaire                |                             | sur un thème de Georges Caussade                                    |
| 19              | Le Soir                           | 1912      | chœur à 4 voix mixtes et piano ou orchestre                                  | œuvre chorale                             | inédit                      |                                                                     |
| 20              | Soir d'été                        | 1912      | chœur à 4 voix mixtes et piano                                               | œuvre chorale                             |                             | inachevé                                                            |
| 21              | Pendant la tempête                | 1912      | chœur à 3 voix d'hommes et piano                                             | œuvre chorale                             | Durand                      | sur un poème de Théophile Gautier                                   |
| 22              | Fugue                             | 1912      |                                                                              | œuvre à caractère scolaire                |                             | concours d'essai du prix de Rome                                    |
| 23              | La Source                         | 1912      | chœur à 4 voix mixtes et piano ou orchestre                                  | œuvre chorale                             | Durand                      | sur un poème de Leconte de Lisle ; concours d'essai du prix de Rome |
| 24              | Hymne au soleil                   | 1912      | contralto solo, chœur à 4 voix mixtes et piano ou orchestre                  | œuvre chorale                             | Ricordi / Schirmer / Durand | sur un poème de Casimir Delavigne                                   |
| 25              | Le Retour (La Nef légère)         | 1912      | voix et piano                                                                | mélodie                                   | Ricordi / Schirmer / Durand | sur un poème de Georges Delaquys                                    |
| 26              | Pour les funérailles d'un soldat  | 1912      | baryton solo, chœur à 4 voix mixtes et piano ou orchestre                    | œuvre chorale                             | Ricordi / Schirmer          | sur un poème d'Alfred de Musset                                     |
| 27              | Fugue                             | 1913      |                                                                              | œuvre à caractère scolaire                |                             | concours d'essai du prix de Rome                                    |
| 28              | Soir sur la plaine                | 1913      | soprano, ténor et baryton solos, chœur à 4 voix mixtes et piano ou orchestre | œuvre chorale                             | Ricordi / Schirmer / Durand | sur un poème d'Albert Samain ; concours d'essai du prix de Rome     |
| 29              | Faust et Hélène                   | 1913      | cantate pour 3 soli et orchestre                                             | œuvre dramatique                          | Ricordi / Durand            | sur un poème d'Eugène Adenis ; cantate du Prix de Rome              |
| 30              | Clairières dans le ciel           | 1913-1914 | voix et piano                                                                | mélodies (cycle)                          | Ricordi / Durand            | sur des poèmes de Francis Jammes ; orchestration en 1916            |
| 31              | D'un vieux jardin                 | 1914      | piano                                                                        | œuvre pour piano                          | Ricordi / Schirmer          |                                                                     |
| 32              | Cortège                           | 1914      | piano ou piano et violon ou flûte                                            | œuvre pour piano / musique de chambre     | Ricordi / Schirmer          | « Morceau pour piano »                                              |
| 33              | Thème et variations               | 1914      | piano                                                                        | œuvre pour piano                          | Chromattica USA Press       | Morceau pour piano                                                  |
| 34              | D'un jardin clair                 | 1914      | piano                                                                        | œuvre pour piano                          | Ricordi / Schirmer          | Morceau pour piano no 4                                             |
| 35              | Vieille prière bouddhique         | 1914-1917 | ténor solo, chœur à 4 voix mixtes et orchestre                               | œuvre chorale                             | Durand                      | Prière hindoue. Prière quotidienne pour tout l'Univers              |
| 36              | Psaume 24                         | 1916      | ténor solo, chœur à 4 voix mixtes, orgue et orchestre                        | œuvre chorale                             | Durand                      | « La terre appartient à l'éternel »                                 |
| 37              | Psaume 129                        | 1916      | baryton ou basse solo, chœur à 4 voix mixtes et orchestre                    | œuvre chorale                             | Durand                      | « Ils m'ont assez opprimé dès ma jeunesse »                         |
| 38              | Dans l'immense tristesse          | 1916      | voix et piano                                                                | mélodie                                   | Ricordi / Schirmer / Durand | sur un poème de Bertha Galeron de Calonne                           |
| 39              | Psaume 130 « Du fond de l'abîme » | 1914-1917 | contralto, ténor, chœur à 4 voix mixtes et orchestre                         | œuvre chorale                             | Durand                      |                                                                     |
| 40              | D'un soir triste                  | 1917-1918 | violon, violoncelle et piano ou violoncelle et piano ou orchestre            | œuvre pour orchestre / musique de chambre | Schirmer / Durand           |                                                                     |
| 41              | D'un matin de printemps           | 1917-1918 | violon ou flûte et piano ou violon, violoncelle et piano ou orchestre        | œuvre pour orchestre / musique de chambre | Durand                      |                                                                     |
| 42              | La Princesse Maleine              | 1916-1918 | opéra en 5 actes                                                             | œuvre dramatique                          |                             | fragments                                                           |
| 43              | Pie Jesu                          | 1918      | chant, quatuor à cordes, harpe et orgue                                      | œuvre avec orgue                          | Durand                      |                                                                     |

## Cas particuliers

### Œuvres non retrouvées[5]
- 1907 :
  - Psaume 131 (chœur) ;
  - Psaume 137 (chœur) ;
- 1908 :
  - Ave Maria (soliste et orgue), œuvre inscrite au catalogue de la Sacem avec la mention « paroles de Maeterlinck » ;
- 1909 :
  - Psaume 1 (chœur) ;
  - Psaume 119 (chœur) ;
  - Première Épitre aux Corinthiens (chœur et orchestre) ;
  - Apocalypse, fragment (chœur) ;
  - Cinq études pour piano ;
- 1911 :
  - Trois Études pour piano, œuvre inscrite au catalogue de la Sacem ;
  - Bérénice ;
  - Les Pauvres, d'après Émile Verhaeren ;
  - Triste semble ;
- 1912 :
  - Deux Études pour piano à quatre mains ;
- 1914 :
  - Variations pour piano ;
  - Pièce pour violoncelle et piano ;
  - Pièce pour hautbois et piano ;
- 1915 :
  - Pièce pour trompette et petit orchestre ;
- 1916 :
  - Sicilienne pour petit orchestre, œuvre inscrite au catalogue de la Sacem ;
  - Marche gaie pour petit orchestre, œuvre inscrite au catalogue de la Sacem ;
  - Marche funèbre pour grand orchestre ;
  - Sonate pour violon et piano (commencée en 1912), œuvre inscrite au catalogue de la Sacem ;
- 1917 :
  - Poème symphonique pour orchestre (commencé en 1915), œuvre inscrite au catalogue de la Sacem.

### Œuvre d'attribution douteuse[6]
- Psaume 64 « Te decet hymnus Deus in Sion » (sans date).